# Десанка Ковачевић Којић
Десанка Ковачевић Којић (Сарајево, 3. октобар 1925 — Београд, 13. август 2022) била је српска историчарка и академик (АНУБиХ, САНУ и АНУРС), која се бавила средњовековном историјом Срба. Објавила је седам књига и око 100 научних и стручних радова, приказа и осврта, а један је и од аутора који су радили на књизи „Историја српског народа“.

## Биографија
Рођена је 3. октобра 1925. године у Сарајеву, а дипломирала је историјске науке на београдском Филозофском факултету, где је (1956) и одбранила докторску дисертацију „Трговина у средњовјековној Босни“. Школску 1957/58. годину провела је на стручном усавршавању у Паризу код Фернан Бродела (фр. Fernand Braudel на l'École Pratique des Hautes Études. После студија се запослила на Одсеку за историју сарајевског Филозофског факултета, на коме је 1969. године постала редовни професор за предмет Историја народа Југославије у средњем вијеку. Повремено је предавала и Помоћне историјске науке. Истраживала је у библиотекама и архивима више италијанских градова (Венеција, Фиренца, Милано). 
Годинама је обављала научна истраживања у Хисторијском архиву у Дубровнику. Проучавала је више тематских области, међу којима су главне: трговина, рударство и градови, у првом реду средњовековне Србије и Босне, као и њихове привредне везе са Дубровником и Медитераном. Нарочито се посветила проучавању историје градова, облицима привређивања, дубровачким насеобинама, уређењу и друштвеној структури, начину живота, као и односима између села и града. Аутор је неколико књига и бројних студија објављених у домаћим и страним часописима и зборницима радова.
Од 1979. до 2004. године била је стални члан Међународне комисије за историју градова (Commission internationale pour l'histoire des villes), да би до данас наставила своје учешће у раду Комисије у својству почасног члана.
Услед распада СФРЈ и почетка рата у Босни и Херцеговини, напустила је 1993. године Сарајево и преселила се у Београд.
Дописни члан АНУ БиХ постала је 1975. године, а редован од 1981. године. За редовног члана Одељења историјских наука САНУ изабрана је 27. октобра 1994. године, а приступну академску беседу, на тему „Трговачке књиге браће Кабужић – извор за привреду српске државе“, одржала је 31. маја 1995. године. Постала је члан ван радног састава АНУРС 1996. године.
Од 1993. године је била спољни сарадник Историјског института САНУ.

## Одабране награде
- Награда Веселин Маслеша
- 27-јулска награда града Сарајева за науку
- Награда Владимир Ћоровић за животно дело (2002)

## Одабрана дела
- Ковачевић, Десанка (1952). „О Јањеву у доба средњовековне српске српске државе”. Историски гласник. 5 (1-4): 121—126.
- Ковачевић, Десанка (1952). „Гдје је била ковница новца босанских владара”. Годишњак Историског друштва Босне и Херцеговине. 4: 269—276.
- Ковачевић, Десанка (1954). „Развој и организација царина у средњевјековној Босни”. Годишњак Историског друштва Босне и Херцеговине. 6: 229—248.
- Ковачевић, Десанка (1959). „Прилог проучавању занатства у средњевјековној Босни”. Годишњак Историског друштва Босне и Херцеговине. 10 (1958-1959): 279—296.
- Kovačević, Desanka (1961). Trgovina u srednjovjekovnoj Bosni. Sarajevo: Naučno društvo Bosne i Hercegovine.
- Kovačević, Desanka (1961). „Prilog pitanju ranih bosansko-turskih odnosa”. Godišnjak Društva istoričara Bosne i Hercegovine. 11 (1960): 257—263.
- Kovačević, Desanka (1963). „Žore Bokšić, dubrovački trgovac i protovestijar bosanskih kraljeva”. Godišnjak Društva istoričara Bosne i Hercegovine. 13 (1962): 289—310.
- Ковачевић, Десанка (1964). „Пад босанске државе према дубровачким изворима”. Годишњак Друштва историчара Босне и Херцеговине. 14 (1963): 205—220.
- Kovačević, Desanka (1966). „Dubrovčani zanatlije u srednjovjekovnoj Srebrenici”. Godišnjak Društva istoričara Bosne i Hercegovine. 15 (1964): 25—45.
- Kovačević-Kojić, Desanka (1967). „Zvornik (Zvonik) u srednjem vijeku”. Godišnjak Društva istoričara Bosne i Hercegovine. 16 (1965): 19—35.
- Ковачевић, Десанка (1970). „Дубровачка насеобина у Смедереву у доба деспотовине”. Ослобођење градова у Србији од Турака 1862-1867. год. Београд: САНУ. стр. 103—120.
- Ковачевић-Којић, Десанка (1970). „О средњевјековном тргу на мјесту данашњег Сарајева”. Зборник Филозофског факултета. Београд. 11 (1): 353—362.
- Kovačević-Kojić, Desanka (1970). „Uloga rudarstva u privrednom razvoju gradskih naselja Srbije i Bosne tokom prve polovine XV vijeka”. Godišnjak Društva istoričara Bosne i Hercegovine. 18 (1968-1969): 257—263.
- Ćirković, Sima; Kovačević-Kojić, Desanka (1970). „Zdravstvene prilike u srednjovjekovnoj bosanskoj državi”. Acta historica medicinae, pharmatiae et veterinae. 10 (2): 93—98.
- Ковачевић-Којић, Десанка (1971). „О извозу воска из средњовјековне Србије и Босне преко Дубровника”. Историјски часопис. 18: 143—153.
- Kovačević-Kojić, Desanka (1971). „O knezovima u gradskim naseljima srednjovjekovne Bosne”. Radovi. Filozofski fakultet u Sarajevu. 6 (1970-1971): 333—345.
- Ковачевић-Којић, Десанка (1972). „О библиотеци Николе из Котора, канцелара на двору српских деспота”. Zbornik radova posvećenih uspomeni Salke Nazečića. Sarajevo: Svjetlost. стр. 415—419.
- Ковачевић-Којић, Десанка (1975). „Приштина у средњем вијеку”. Историјски часопис. 22: 45—74.
- Ковачевић-Којић, Десанка (1976). „О насељу Дријева и његовом положају”. Годишњак Друштва историчара Босне и Херцеговине. 21-27: 29—36.
- Ковачевић-Којић, Десанка (1978). Градска насеља средњовјековне босанске државе. Сарајево: Веселин Маслеша.
- Ковачевић-Којић, Десанка (1982). „Привредни успон”. Историја српског народа. 2. Београд: Српска књижевна задруга. стр. 100—108.
- Ковачевић-Којић, Десанка (1982). „Србија, мајдан сребра и злата”. Историја српског народа. 2. Београд: Српска књижевна задруга. стр. 268—277.
- Ковачевић-Којић, Десанка (1983). „О рударској производњи у средњовјековној Босни”. Годишњак Друштва историчара Босне и Херцеговине. 34: 113—122.
- Kovačević-Kojić, Desanka (1987). „Privredni razvoj srednjovjekovne bosanske države”. Prilozi za istoriju Bosne i Hercegovine. 1. Sarajevo: Akademija nauka i umjetnosti Bosne i Hercegovine. стр. 85—190.
- Ћирковић, Сима; Ковачевић-Којић, Десанка; Ћук, Ружа (2002). Старо српско рударство. Београд-Нови Сад: Вукова задужбина; Прометеј.
- Ковачевић-Којић, Десанка (1999). „Трговачке књиге браће Кабужић (Caboga) 1426-1433”. Споменик САНУ. 137 (11): 9—366.
- Ковачевић-Којић, Десанка (2002). „Насеља у земљи Косача”. Српска проза данас: Косаче - оснивачи Херцеговине. Билећа-Гацко: Просвјета. стр. 363—377.
- Ковачевић-Којић, Десанка (2003). „Борач - средиште земље Павловића” (PDF). Земља Павловића: Средњи вијек и период турске владавине. Бања Лука: АНУРС. стр. 47—64.
- Kovačević-Kojić, Desanka (2004). „Les métaux précieux de Serbie et le marché européen (XIVe-XVe siècles)”. Зборник радова Византолошког института. 41: 191—203.
- Ковачевић-Којић, Десанка (2005). „Трговци као претече католичких црквених организација на Балкану (XIII-XV вијека)”. Истраживања. Филозофски факултет у Новом Саду. 16: 103—112.
- Ковачевић-Којић, Десанка (2007). Градски живот у Србији и Босни (XIV-XV вијек). Београд: Историјски институт.
- Ковачевић-Којић, Десанка (2010). Средњовјековна Сребреница: XIV-XV вијек. Београд: САНУ.
- Kovačević-Kojić, Desanka (2012). La Serbie et les pays serbes: L'économie urbaine: XIVe-XVe siècles. Belgrade: Institut des Études balkaniques.
- Ковачевић-Којић, Десанка (2012). „Однос града и села у XV вијеку: Примјери Новог Брда и Сребренице”. Глас САНУ. 420 (16): 139—146.
- Ковачевић-Којић, Десанка (2013). „O саставу и обради племенитих метала из српских средњовјековних рудника”. Зборник радова Византолошког института. 50 (2): 853—861.
- Kovačević-Kojić, Desanka (2014). „On the Composition and Processing of Precious Metals mined in Medieval Serbia”. Balcanica. 45: 97—106.
- Kovačević-Kojić, Desanka (2019). „Serbian Silver at the Venetian Mint in the First Half of the Fifteenth Century”. Balcanica. 50: 57—71.